# Гижек
Гижек (рос. Гыжек) — селище в Ленському районі Архангельської області Російської Федерації.
Населення становить 339 осіб. Входить до складу муніципального утворення Козьминське поселення.

## Історія
Від 2004 року входить до складу муніципального утворення Козьминське поселення.

## Населення
| 2002 | 2010 | 2012 |
| ---- | ---- | ---- |
| 429  | ↘282 | ↗339 |